# One Piece: Super Grand Battle! X
One Piece: Super Grand Battle! X (ワンピース 超（スーパー）グランドバトル! X?, Wan Pīsu: Sūpā Gurando Batoru! Ekkusu) è un videogioco picchiaduro a incontri per Nintendo 3DS sviluppato da Ganbarion e pubblicato da Namco Bandai nel 2014. Il videogioco si presenta come il seguito delle serie Grand Battle! e Gigant Battle!. La grande novità di questo gioco, rispetto ai predecessori, è il formato tridimensionale dei personaggi.

## Modalità di gioco
Il gameplay del videogioco è molto simile a quello di Gigant Battle!, in cui quattro personaggi si fronteggiano fra di loro. La differenza rispetto al predecessore è che ognuno dei quattro giocatori può utilizzare almeno due personaggi.

## Personaggi
Nel videogioco sono presenti più di 85 personaggi, di cui 37 utilizzabili mentre altri solo di supporto.

### Personaggi utilizzabili
| - Monkey D. Rufy - Roronoa Zoro - Nami - Usop - Sanji - TonyTony Chopper - Nico Robin - Franky - Brook - Smoker |  | - Boa Hancock - Jinbe - Emporio Ivankov - Drakul Mihawk - Donquijote Doflamingo - Crocodile - Kizaru - Akainu - Kuzan - Fujitora |  | - Marshall D. Teach - Jesus Burgess - Shanks - Barbabianca - Portuguese D. Ace - Bagy - Shiki - Trafalgar Law - Silvers Rayleigh - Tashigi |  | - Zephyr - Bartolomeo - Kin'emon (con Momonosuke) - Caesar Clown - Lucy - Diamante - Trébol - Sabo (codice) - Marco (aggiornamento) |

## Scenari
Alcuni scenari sono molto simili a quelli presenti in One Piece: Gigant Battle! 2 New World.
- Corrida Colosseum
- Luogo dell'ultimo incontro di Roger e Barbabianca
- Isola degli uomini-pesce
- Thousand Sunny (normale/Art-Art)
- Sul Drago di Vegapunk
- Regno di Tontatta
- Marineford
- Palazzo di Dressrosa

## Accoglienza
Al momento dell'uscita, i quattro recensori della rivista Famitsū hanno dato un punteggio di 30/40.